# Angela Kulikov
Angela Kulikov (Los Ángeles, 31 de marzo de 1998) es una tenista profesional estadounidense.
Kulikov tiene un ranking WTA más alto de su carrera, No. 71 en dobles, logrado el 12 de septiembre de 2022.

## Títulos WTA (1; 0+1)

### Dobles (1)
| Leyenda              |
| Grand Slam (0)       |
| Juegos Olímpicos (0) |
| WTA Finals (0)       |
| WTA 1000 (0)         |
| WTA 500 (0)          |
| WTA 250 (1)          |

| N.º | Fecha               | Torneo   | Superficie    | Pareja       | Oponentes en la final     | Resultado        |
| --- | ------------------- | -------- | ------------- | ------------ | ------------------------- | ---------------- |
| 1.  | 24 de julio de 2022 | Hamburgo | Tierra batida | Sophie Chang | Miyu Kato Aldila Sutjiadi | 6-3, 4-6, [10-6] |

#### Finalista (2)
| No. | Fecha                | Torneo   | Superficie    | Pareja              | Oponentes en la final                  | Resultado |
| 1.  | 9 de octubre de 2022 | Monastir | Dura          | Miyu Kato           | Kristina Mladenovic Kateřina Siniaková | 2-6, 0-6  |
| 2.  | 29 de julio de 2023  | Hamburgo | Tierra batida | Miriam Kolodziejová | Anna Danilina Alexandra Panova         | 4-6, 2-6  |